# Kostel svatého Prokopa a Mikuláše
Římskokatolický farní kostel svatého Prokopa a Mikuláše v Bohušovicích nad Ohří v okrese Litoměřice je barokní sakrální stavba. Od roku 1964 je kostel chráněn jako kulturní památka.

## Historie
Kostel byl postavený v roce 1716 na místě staršího předchůdce z něhož se dochovala věž. Autorem projektu byl snad Octavio Broggio. Kostel byl  několikrát postižen povodní, naposledy v roce 2002. Následně byl opraven a je nadále využíván k pravidelným bohoslužbám.

## Architektura
Jedná se o podélnou, jednolodní stavbu s odsazeným pravoúhlým presbytářem orientovaným k východu. Stavba je poměrně úzká, výrazně vertikálně orientovaná. Na bocích má rizality. V ose západní průčelí se nachází vtažená hranolová věž, která je zřejmě zčásti gotická, jak napovídá okénko ve druhém patře. Kamenný portál je s chronogramem 1716. Na hlavní římse po stranách věže jsou pískovcové sochy sv. Mikuláše a sv. Prokopa.
Uvnitř jsou tři polygonální pole plackové klenby, z nich to uprostřed je větší.

## Zařízení
Hlavní oltář je barokní a pochází z období stavby. Je rámový, s mnoha uměleckými prvky a s andílky. Titulní obraz pochází od Siarda Noseckého. V nástavci má obraz Nejsvětější Trojice. Boční oltáře jsou dva. Tyto pozdně barokní oltáře jsou umělého mramoru a pocházejí ze 2. poloviny 18. století. Jeden nese původní obraz sv. Mikuláše a druhý obraz sv. Josefa od místního faráře H. Seykory z období kolem roku 1850. V roce 1774 měly být do kostela přesunuty dva starší oltáře z klášterního kostela Narození Panny Marie v Doksanech. Dřevěné sochy na bočních oltářích a v nikách pilířů, celkem se jich tam nachází 13, jsou bílé se zlacenými lemy. Jedná se o barokní práci z 1. poloviny 18. století. Obraz Svaté rodiny je v bohatém černém a zlaceném rámu s řezanými rokajovými křídly. Pochází z poloviny 18. století. Také Pieta, Krucifix, sv. Jan Nepomucký a sv. Josef s Ježíškem jsou z 18. století. Zde se však jedná o umělecky méně významná díla. Dřevěná křtitelnice s akantovým ornamentem a sochou sv. Jana Křtitele pochází z roku 1716. Kazatelna je z umělého mramoru od J. Hennevogela z Prahy z roku 1777. Pozdně barokní varhany z 2. poloviny 18. století jsou s řeznaným ornamentem.

## Okolí kostela
U domu čp. 20 se nachází kaplička s kamennou sochou Piety z 19. století. Za dráhou směrem k Brňanům se nachází empírová kaple sv. Anny z 1. poloviny 19. století. V Bohušovicích nad Ohří se také nachází železný tepaný křížek s akantovými motivy ze 2. poloviny 19. století.